# Melvin Seals
Melvin Seals (* 1953 in San Francisco, Kalifornien) ist ein US-amerikanischer Musiker, der vor allem als Organist in der Jerry Garcia Band bekannt wurde.

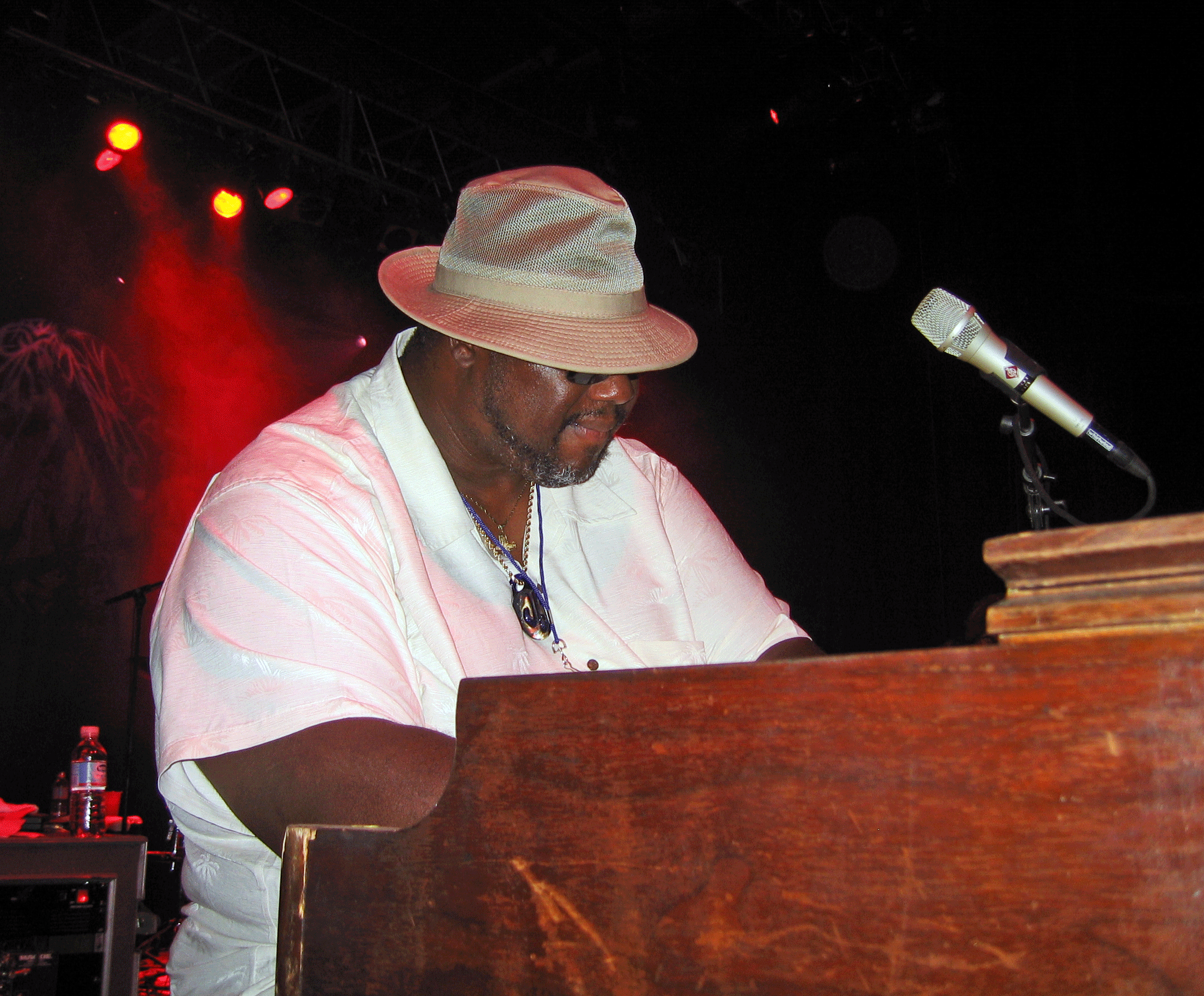
Melvin Seals 2005

## Leben
Melvin Seals begann im Jahre 1970, Piano zu spielen. Am Anfang seiner Karriere spielte er Orgel in seiner beheimateten Kirche, bis er schließlich mit Persönlichkeiten wie Charlie Daniels, Elvin Bishop und Chuck Berry zusammenarbeitete.

## Projekte
Ende des Jahres 1980 schloss er sich der Jerry Garcia Band an. Er spielte neben Jerry García (Gitarre, Gesang), John Kahn (Bass), Jimmy Warren (Keyboard, Clavinet) und Daoud Shaw (Schlagzeug) an der Orgel. Melvin begleitete die Band, die in verschiedenen Besetzung auftrat, bis zu ihrer Auflösung nach Jerry Garcias Tod im Jahre 1995. Die letzte Besetzung der Band bestand aus Jerry Garcia (Gitarre, Gesang), John Kahn (Bass), Melvin Seals (Orgel), David Kemper (Schlagzeug), Jaclyn LaBranch (Gesang) und Gloria Jones (Gesang).
Kurz nach dem Tod Jerry Garcias entschloss sich Melvin Seals, Jerry Garcias Erbe weiterzuführen und gründete die JGB Band im Jahre 1995, die zurzeit aus Melvin Seals, Lady Chi, Mary-eL, Pete Lavezzoli, John Kadlecik und John-Paul McLean besteht (Stand: Mai 2020).